# Hayastani R'azmao'dayin Owjher
La Hayastani R'azmao'dayin Owjher (in armeno Հայաստանի Ռազմաօդային Ուժեր?; in inglese: Armenian Air Force), è l'attuale aeronautica militare dell'Armenia e parte integrante delle forze armate armene.

## Storia
L'Armenia divenne forlmalmente indipendente il 21 settembre 1991, in seguito al dissolvimento dell'Unione Sovietica, e a quell'epoca il paese non ospitava importanti basi aeree della V-VS. Il suo territorio era stato considerato dalle autorità militari sovietiche troppo vicino al confine con la Turchia, paese appartenente alla NATO, e non idoneo ad ospitare grandi aeroporti per via della conformazione prevalentemente montuosa.

Come altre aeronautiche militari dell'ex Unione Sovietica, la Hayastani R'azmao'dayin Owjher viene fondata nell'ottobre 1992 acquisendo una piccola parte dell'equipaggiamento bellico disponibile. Si trattava di 3 velivoli da combattimento, 13 tra elicotteri da attacco Mil Mi-24 Hind e da trasporto Mil Mi-17PS. in forza al 17º Reggimento della Guardia sovietico di stanza a Erebuni, di alcuni addestratori Aero L-39 Albatros e 10 Yakovlev Yak-52. Gli aerei da trasporto disponibili erano sei Antonov An-2, un Antonov An-24 and e un Antonov An-32. Incertezze vi erano su tre velivoli da combattimento, che sono stati poi identificati con un caccia intercettore MiG-25 Foxbat e due cacciabombardieri Sukhoi Su-25 Frogfoot probabilmente appartenenti all'80º Reggimento cacciabombardieri allora di stanza sulla base aerea di Sitalçay, in Azerbaijan. Oltre ai velivoli militari della V-VS vi erano velivoli civili appartenenti alla Dosaaf (Dobrovol-noe-Obshchestvo-Sodeistviia-Armii, Aviatsi-i-Flotu), l'aviazione sportiva.
Poco tempo dopo la sua costituzione l'aeronautica armena venne impegnata nella prima guerra del Nagorno Karabakh, nell'omonima regione situata nel Caucaso meridionale, fino alla conclusione della stessa nel 1994. I principali combattimenti avvennero nel cosiddetto corridoio di Lachin che collegava l'Armenia al Nagorno-Karabakh, e videro l'abbattimento di numerosi velivoli ed elicotteri dei due paesi e anche di quelli della Federazione russa intervenuta in supporto alle forze armate armene. Al termine del conflitto la dotazione di velivoli ed elicotteri si era ridotta a poca cosa, efu avviato un piccolo programma di riequipaggiamento che portò all'acquisto di 10 cacciabombardieri Su-25K/UKB e di alcuni addestratori L-39 Albatros dalla Slovacchia.

## I principali programmi di riequipaggiamento
Non si hanno indicazioni esaurienti a proposito dei programmi di riequipaggiamento della HRO. La più volte ipotizzata acquisizione di aeroplani da combattimento di prima linea  (come i Mikoyan-Gurevich MiG-29 Fulcrum o i Sukhoi Su-30 Flanker) non sembra assolutamente all'ordine del giorno, data la garanzia fornita dall'"ombrello russo e la buona dotazione di sistemi missilistici terra-aria. È considerata probabile, invece (e vi sono indicazioni al riguardo da parte della Irkut russa), l'acquisizione di un piccolo numero di addestratori avanzati Yakovlev Yak-130 per integrare o sostituire gli L-39C, così come vi è la necessità di almeno quattro-otto aerei da trasporto tattico e strategico per sostituire i tipi più anziani in servizio.

## Basi aeree
Le basi aeree dell'Aviazione Militare Armena sono tre:
- Base di Arzni

Coordinate: 40°17′38″N 44°33′52″E
- Base di Gyumri

Coordinate: 40°45′01″N 43°51′33″E
- Base di Erebuni

Coordinate: 40°07′19″N 44°27′53″E

## Aeromobili in uso
Sezione aggiornata annualmente in base al World Air Force di Flightglobal del corrente anno. Tale dossier non contempla UAV, aerei da trasporto VIP ed eventuali incidenti accorsi durante l'anno della sua pubblicazione. Modifiche giornaliere o mensili che potrebbero portare a discordanze nel tipo di modelli in servizio e nel loro numero rispetto a WAF, vengono apportate in base a siti specializzati, periodici mensili e bimestrali. Tali modifiche vengono apportate onde rendere quanto più aggiornata la tabella.
In base al Trattato sulle forze armate convenzionali in Europa, l'Armenia ha la possibilità di equipaggiarsi con un tetto massimo di 100 velivoli da combattimento ad ala fissa e di 50 elicotteri d'attacco.
| Aeromobile             | Origine                  | Tipo                                  | Versione (denominazione locale)                               | In servizio (2024) | Note | Immagine |
| Aerei da combattimento |                          |                                       |                                                               |                    | |          |
| Sukhoi Su-30 Flanker   | Russia                   | caccia multiruolo                     | Su-30SM                                                       | 4                  | Il 30 gennaio 2019, il Ministero della Difesa di Erevan ha confermato la firma di un accordo per l’acquisto dei Su-30SM. Non sono stati resi noti, ne l'importo dell'accordo, ne il numero degli esemplari ordinati (secondo fonti russe, quattro aerei). A marzo 2019 è stato confermato il numero degli esemplari ordinati che è di 4 esemplari, e l'intenzione di ordinarne ulteriori. I 4 esemplari sono stati consegnati a fine dicembre 2019. |          |
| Sukhoi Su-25 Frogfoot  | Unione Sovietica Russia  | attacco al suoloconversione operativa | Su-25SMSu-25KSu-25UBK                                         | 81                 | 10 Su-25 (9 monoposto Su-25K e 1 biposto Su-25KUB acquisiti dalla Slovacchia nel settembre 2005. Il Ministero degli esteri armeno ha dichiarato che un monoposto è stato abbattuto a settembre 2020 durante la Guerra nel Nagorno-Karabakh. |          |
| Aerei da trasporto     |                          |                                       |                                                               |                    | |          |
| Ilyushin Il-76 Candid  | Unione Sovietica Russia  | trasporto strategico                  | IL-76MIL-76TD                                                 | 3                  | |          |
| Airbus A319            | Unione europea           | Aereo da trasporto                    | A319CJ                                                        | 1                  | |          |
| Aerei da addestramento |                          |                                       |                                                               |                    | |          |
| Aero L-39 Albatros     | Rep. Ceca                | aereo da addestramento                | L-39C                                                         | 10                 | Alcuni armati con mitragliatrici in pod |          |
| Elicotteri             |                          |                                       |                                                               |                    | |          |
| Mil Mi-8 Hip           | Unione Sovietica Russia  | elicottero utility                    | Mi-8S Hip-C Mi-8MTV-1 Hip-H Mi-9 Hip-G Mi-17PS Hip-HMi-8MTV-5 | 114                | 4 Mi-8MTV-5 ricevuti a partire dal 25 gennaio 2022. Il Mi-9 è una versione posto di comando mobile del Mi-8. |          |
| Mil Mi-24 Hind         | Unione Sovietica Russia  | elicottero d'attacco                  | Mi-24P Hind-FMi-24RCh Hind-G1Mi-24K Hind-G2                   | 15                 | |          |
| Mil Mi-2 Hoplite       | Unione Sovietica Polonia | elicottero da addestramento           | Mi-2                                                          | 1                  | 16 consegnati. |          |

## Aeromobili ritirati
- Mikoyan-Gurevich MiG-25 Foxbat
- Antonov An-2TD Colt
- Antonov An-24 Coke
- Antonov An-32 Cline
- Antonov An-12RV Cub
- Yakovlev Yak-18T Max
- Yakovlev Yak-52
- Yakovlev Yak-55

### Periodici
- Elio Viroli, Stenio Bacciocchi, L'Aeronautica della Repubblica di Armenia, in Rivista Aeronauticaa, n. 5, Roma, Stato Maggiore Aeronautica Militare, 2005,  pp. 14-15, ISSN 1 (WC · ACNP).[1]